# Casa cu aburi
Casa cu aburi (în franceză La Maison à vapeur) este un roman scris de Jules Verne în 1880. Precursos al stilului steampunk, romanul a fost inițial serializat în Magasin d'Éducation et de Récréation între 1 decembrie 1879 și 15 decembrie 1880, fiind publicat în volum pe 15 noiembrie 1880.

## Intriga
Acțiunea se petrece în India, la puțin timp după Răscoala șipailor, a cărei amintire stă la originea intrigii. 
Colonelul în rezervă Edward Munro trăiește în Calcutta, pierdut în amintirea vieții pierdute - tânăra sa soție, Laurence, a dispărut în timpul masacrelor comise în Kanpur de trupele unui conducător indigen, implacabilul dușman al britanicilor, Nana Sahib. După acest episod, Nana Sahib s-a refugiat în Nepal și urma sa a fost pierdută, deși a circulat zvonul privind moartea sa. În realitate el nu este mort și autoritățile din Bombay i-au semnalat prezența: el se ocupă acum de inițierea unei noi revolte. 
Prietenul lui Munro, inginerul Banks, îi propune să facă o călătorie de agrement în nordul Indiei la bordul unui vehicul extraordinar conceput și construit de el pentru maharajahul din Bhutan și pe care îl păstrase deoarece cel care i-l comandase murise. Este vorba despre un gigantic elefant cu aburi care trage două vagoane dotate cu tot confortul și care se deplasează fără a avea nevoie de cale ferată. Acest tren este și un vehicul amfibie.
Cei doi pornesc la drum însoțiți de prietenul lor, invitatul francez Maucler și de căpitanul Hod, mare vânător de tigri. Pe lângă ei mai călătorește și personalul necesar, adică zece persoane obișnuite cu călătoriile prin zona de la poalele Himalayei. 
Prima parte a călătoriei se desfășoară fără incidente, iar Casa cu aburi - numele dat atelajului - ajunge la Allahabad și la Kanpur, unde Munro, vizitând locul vechii tragedii, află că Nana Sahib este căutat de autorități. Între timp, după trecerea lor prin Varanasi, acesta din urmă a aflat de călătoria întreprinsă de Munro și de însoțitorii săi. Amanta lui Nana Sahib, prințesa din Bhopal, fusese ucisă de ofițerul britanic și astfel acesta caută acum răzbunarea. El îl însărcinează pe omul său fidel, Kalagani, să se apropie de Munro și să i-l dea pe mână.
Casa cu aburi, care și-a reluat drumul spre nord, găsește o zonă favorabilă vânătorii de tigrii și campează pentru un interval de mai multe luni. În timpul acestui sejur, ocupanții ei fac cunoștință cu un olandez care negociază în numele lui Matthias van Guitt și care se află acolo pentru a captura animale pe care să le vândă menajeriilor și grădinilor zoologice din Europa.
În rândul personalului lui van Guitt se află și Kalagani. Acesta câștigă încrederea colonelului Munro, după ce îi salvează viața. El se alătură lui Munro și prietenilor săi și îi determină să părăsească locul de campare și să se îndrepte spre sud, pentru a-l găsi pe Nana Sahib și a se răzbuna pe el.

### Capitolele cărții
| - Capitolul I - S-a pus un premiu pe capul unui om - Capitolul II - Colonelul Munro - Capitolul III - Răscoala șipailor - Capitolul IV - În fundul peșterilor Ellorei - Capitolul V - Uriașul de oțel - Capitolul VI - Primele etape - Capitolul VII - Pelerinii de la râul Phalgu - Capitolul VIII - Câteva ore la Benares - Capitolul IX - Allahabad - Capitolul X - Via Dolorosa - Capitolul XI - Schimbarea musonului - Capitolul XII - Trecând prin lumina a trei focuri - Capitolul XIII - Isprăvile vânătorești ale căpitanului Hod - Capitolul XIV - Unul contra trei - Capitolul XV - Palul Tandit - Capitolul XVI - Flacăra rătăcitoare | - Capitolul I - În Sanitarium - Capitolul II - Mathias van Guitt - Capitolul III - Kraalul - Capitolul IV - O regină din Tarryani - Capitolul V - Un atac nocturn - Capitolul VI - Despărțirea de Mathias van Guitt - Capitolul VII - Trecerea râului Betwa - Capitolul VIII - Hod contra Banks - Capitolul IX - O sută contra unul - Capitolul X - Lacul Puturia - Capitolul XI - Față în față - Capitolul XII - La gura unui tun - Capitolul XIII - Gigantul de oțel - Capitolul XIV - Cel de-al cincizecilea tigru al căpitanului Hod |

## Tehnologia folosită ca mijloc de explorare
Jules Verne a folosit deseori ultimele descoperiri tehnologice pentru a imagina aparate deosebite pentru acea epocă. Dincolo de mobilul pe care ele i-l oferă în vederea explorării lumii (sub apă - ca în 20.000 de leghe sub mări, sau prin aer - ca în Robur Cuceritorul) sau spațiului cosmic (De la Pământ la Lună, În jurul Lunii), ele au deseori un rol principal în atingerea scopului personajelor (căpitanul Nemo se folosește de Nautilus pentru a se răzbuna). Spre deosebire de aceste opere, Elefantul de oțel prezent în romanul de față joacă un rol modest. Deși autorul dedică un capitol întreg prezentării Casei cu aburi, ea nu participă activ la niciunul dintre evenimentele majore ale cărții, rolul ei fiind doar de a asigura un mijloc de transport prin care Jules Verne să exploreze India.
Dacă nu pune accentul pe tehnologie per se, autorul o folosește în schimb pentru a prezenta modul în care europenii tratează India Britanică, ei folosind acest teritoriu pentru a-și pune în practică excentricitățile. Astfel, este prezentat căpitanul Hod, care face parte dintr-un Club în care una dintre cerințe o constituie omorârea a 50 de tigri. Pe tot parcursul cărții, Hod încearcă să atingă acest prag. Un alt exemplu este oferit de Matthias van Guitt, care prinde prădători din pădurile himalayene pentru a-i vinde grădinilor zoologice europene.

## Teme abordate în cadrul romanului
- Istoria alternativă, prezentând o explicație fictivă a dispariției lui Nana Sahib, ceea ce îl face un precursor al genului steampunk.
- Răzbunarea în urma unei nedreptăți resimțite de personaje (temă prezentă și în alte opere verniene, similară celei a căpitanului Nemo din 20.000 de leghe sub mări)
- Explorarea Indiei (temă prezentă și în Ocolul Pământului în optzeci de zile).
- Realizările științifice de excepție, disponibile odată cu Revoluția industrială (temă prezentă în multe opere verniene: 20.000 de leghe sub mări, De la Pământ la Lună, Robur Cuceritorul, Insula cu elice, etc.)

## Lista personajelor
- Balao Rao - fratele lui Nana-Sahib.
- Banks - inginer britanic în vârstă de 45 de ani, constructorul Casei cu aburi.
- Black - câine al căpitanului Hod.
- Dandou-Pant - cunoscut sub pseudonimul Nana Sahib.
- Lady Laurence Munro, născută Honlay - soția lui Edward Munro.
- Fox - englez pur sânge, care vânează alături de căpitanul Hod.
- Goûmi - ordonanța colonelului Munro.
- Căpitanul Hod - ofițer din primul escadron al armatei regale, are în jur de 30 de ani.
- Dna. Honlay - mama lui Laurence Munro.
- Domnișoara Jackson
- Kâlagani - servitorul fidel al lui Nana-Sahib.
- Kâlouth - șoferul Casei cu aburi.
- Sergentul Mac Neil - 45 de ani, scoțian, vechi tovarăș de arme al colonelului Munro.
- Maucler - francez fără slujbă, prieten cu Banks.
- Colonelul Edward Munro - 47 de ani, descendent al unei vechi familii scoțiene.
- Doamna Orr
- Domnul Parazard - bucătar negru de origine franceză.
- Phann - câine al căpitanulu Hod.
- Rani - redutabila regină devotată nababului, ucisă la Gwalior de Edward Munro.
- Storr - mecanic de origine engleză, 40 de ani.
- Mathias Van Guitt - 50 ans, furnizor pentru menajerii, fost profesor de istorie naturală la muzeul din Rotterdam.

## Traduceri în limba română
- 1908 - Minunile și grozăviile Indiei, Ed. Biuroul Universal, traducere Sofia Nădejde, 342 pag.
- 1923 - Elefantul de oțel, Ed. Socec & Co, traducere Maria G. Botez
- 1979 - Casa cu aburi, Ed. Ion Creangă, Colecția "Jules Verne", nr. 18, traducere Valeriu Mihăile, 312 pag.
- 2010 - Casa cu aburi, Ed. Adevărul, Colecția "Jules Verne", vol. 18, traducere Valeriu Mihăilă, 380pag. ISBN 978-606-539-154-3